# تعاطف اصطناعي
التعاطف الاصطناعي أو التعاطف الحسابي هو تطوير أنظمة الذكاء الاصطناعي مثل الروبوتات المصاحبة أو الوكلاء الافتراضيين، التي يمكنها اكتشاف المشاعر والاستجابة لها بطريقة تعاطفية.
على الرغم من أن هذه التكنولوجيا يمكن اعتبارها مخيفة أو مهددة إلا أنها قد تتمتع أيضًا بميزة كبيرة على البشر في الأدوار التي يمكن أن يكون فيها التعبير العاطفي مهمًا، كما هو الحال في قطاع الرعاية الصحية. فعلى سبيل المثال، يمكن لمقدمي الرعاية الصحية الذين يؤدون عملاً عاطفيًا يتجاوز متطلبات العمل أن يواجهوا إجهادًا مزمنًا أو إرهاقًا، ويمكن أن يصبحوا عديمو المشاعر تجاه المرضى.
قد يؤدي أدى الأدوار العاطفية بين متلقي الرعاية الصحية والروبوت في الواقع إلى تقليل الخوف والقلق عند متلقي الخدمة ("إذا كان مجرد روبوت يعتني بي فلا يمكن أن يكون خطيراً").
يناقش العلماء النتيجة المحتملة لهذه التكنولوجيا باستخدام منظورين مختلفين: إما أن التعاطف الاصطناعي يمكن أن يساعد في التنشئة الاجتماعية لمقدمي الرعاية، أو أن يكون بمثابة نموذج يحتذى به للانفصال العاطفي.
التعريف الأوسع للتعاطف المصطنع هو "قدرة النماذج غير البشرية على التنبؤ بالحالة الداخلية للشخص (على سبيل المثال: الإدراك والعاطفة والجسدية) بالنظر إلى الإشارات التي يصدرها (على سبيل المثال: تعبيرات الوجه، والصوت، والإيماءات) أو التنبؤ برد فعل الشخص (بما في ذلك، على سبيل المثال لا الحصر، الحالات النفسية الداخلية) عندما يتعرض لمجموعة معينة من المحفزات (على سبيل المثال: تعبيرات الوجه، والصوت، والإيماءات، والرسومات، والموسيقى، إلخ)".

## مجالات البحث
هناك مجموعة متنوعة من الأسئلة الفلسفية والنظرية والتطبيقية المتعلقة بالتعاطف الاصطناعي، علي سبيل المثال:
1. ما هي الشروط التي يجب أن تتحقق حتى يستجيب الروبوت بكفاءة لمشاعر الإنسان؟
2. ما هي نماذج التعاطف التي يمكن أو ينبغي تطبيقها على الروبوتات الاجتماعية والمساعدة؟
3. هل يجب أن يحاكي تفاعل البشر مع الروبوتات التفاعل العاطفي بين البشر؟
4. هل يمكن للروبوت أن يساعد العلم في التعرف على التطور العاطفي للبشر؟
5. هل ستنشئ الروبوتات فئات غير متوقعة من العلاقات الزائفة؟
6. ما هي العلاقات مع الروبوتات التي يمكن اعتبارها حقيقية؟

## أمثلة على البحث والممارسة المصطنعة للتعاطف
غالبًا ما يتواصل الناس ويتخذون قرارات بناءً على استنتاجات حول المشاعر الداخلية لبعضهم البعض (على سبيل المثال: الحالات العاطفية والمعرفية والجسدية) التي تعتمد بدورها على الإشارات التي يصدرها الشخص مثل تعبيرات الوجه وإيماءات الجسد والصوت والكلمات. وبشكل عام، يركز التعاطف الاصطناعي على تطوير نماذج غير بشرية تحقق أهدافًا مماثلة باستخدام بيانات متشابهة.

### توجهات أبحاث التعاطف الاصطناعي
طبق التعاطف الاصطناعي في مختلف التخصصات البحثية بما في ذلك الذكاء الاصطناعي والأعمال. وثمة مسارين رئيسيين للبحث في هذا المجال هما:
1. استخدام النماذج غير البشرية للتنبؤ بالحالة الداخلية للشخص (على سبيل المثال: الإدراك والعاطفة والجسدية) بالنظر إلى الإشارات التي يرسلها (على سبيل المثال: تعبيرات الوجه والصوت والإيماءات)
2. استخدام النماذج غير البشرية للتنبؤ برد فعل الشخص عندما يتعرض لمجموعة معينة من المحفزات (مثل: تعبيرات الوجه، والصوت، والإيماءات، والرسومات، والموسيقى، إلخ).[7]

يقع البحث عن الحوسبة العاطفية، مثل التعرف على الكلام العاطفي واكتشاف تعبيرات الوجه، ضمن الاتجاه الأول من التعاطف الاصطناعي. وتشمل السياقات التي تمت دراستها المقابلات الشفوية ومراكز الاتصال والتفاعل بين الإنسان والحاسوب وعروض المبيعات والتقارير المالية.
بينما يبحث الاتجاه الثاني التعاطف الاصطناعي في سياقات التسويق، مثل الإعلان والعلامات التجارية ومراجعات العملاء وأنظمة التوصية في المتجر والأفلام والمواعدة عبر الإنترنت.

### تطبيقات التعاطف الاصطناعي في الممارسة
مع تزايد حجم البيانات المرئية والمسموعة والنصية في التجارة، اتبعت العديد من تطبيقات الأعمال للتعاطف الاصطناعي. على سبيل المثال، يحلل برنامج Affectiva تعبيرات وجوه المشاهدين من تسجيلات الفيديو أثناء مشاهدتهم لإعلانات الفيديو من أجل تحسين تصميم محتوى إعلانات الفيديو.
HireVue وهي شركة بحث واستقصاء للتوظيف، تساعد الشركات على اتخاذ قرارات التوظيف من خلال تحليل المعلومات الصوتية والمرئية من مقابلات الفيديو للمرشحين. وطوّرت شركة Lapetus Solutions نموذجًا لتقدير طول عمر الفرد وحالته الصحية وقابليته للإصابة بالأمراض من صورة الوجه، وتم تطبيق تقنيتهم في صناعة التأمين.

## التعاطف الاصطناعي والخدمات الإنسانية
على الرغم من أن الذكاء الاصطناعي لا يمكن أن يحل محل الأخصائيين الاجتماعيين أنفسهم، فقد تم نشر التكنولوجيا في هذا المجال. نشرت جامعة ولاية فلوريدا دراسة حول استخدام الذكاء الاصطناعي في مجال الخدمات البشرية. استخدم البحث خوارزميات الكمبيوتر لتحليل السجلات الصحية لمجموعات من عوامل الخطر التي يمكن أن تتنبأ بمحاولة انتحار في المستقبل. تشير المقالة إلى أن "التعلم الآلي - حدود مستقبلية للذكاء الاصطناعي - يمكن أن يتوقع بدقة 80٪ إلى 90٪ ما إذا كان شخص ما سيحاول الانتحار بعد عامين في المستقبل. تصبح الخوارزميات أكثر دقة مع اقتراب محاولة انتحار الشخص. على سبيل المثال، ترتفع الدقة إلى 92٪ قبل أسبوع من محاولة الانتحار عندما يركز الذكاء الاصطناعي على مرضى المستشفيات العامة ".
يمكن أن تساعد هذه الآلات الخوارزمية الأخصائيين الاجتماعيين، إذ يقوم العمل الاجتماعي على أساس دورة من المشاركة والتقييم والتدخل والتقييم مع العملاء، ويمكن أن يؤدي التقييم المبكر لخطر الانتحار إلى التدخلات والوقاية المبكرة، وبالتالي إنقاذ الأرواح. سيتعلم النظام ويحلل ويكتشف عوامل الخطر، وينبه الطبيب إلى درجة مخاطر انتحار المريض (مماثلة لدرجة مخاطر القلب والأوعية الدموية للمريض)، بعد ذلك يمكن للأخصائيين الاجتماعيين التدخل لمزيد من التقييم والتدخل الوقائي.

## أنظر أيضا
- رفيق الإنسان الاصطناعي
- ذكاء اصطناعي § Social intelligence
- Blade Runner / هل يحلم Androids بغنم كهربائي؟
- الاستدلال المبني على حالة
- التفكير المنطقي
- التعرف على المشاعر
- نظام التعرف على الوجه
- مسرد الذكاء الاصطناعي
- التفاعل بين الإنسان والروبوت
- بيبر (روبوت)
- الحوسبة الناعمة
  - الحوسبة التطورية
  - التعلم الالي